# العودة ضد الولايات المتحدة
العودة ضد الولايات المتحدة هي قضية رفعها مركز الحقوق الدستورية والمحامون المشاركون تطع في شرعية استمرار احتجاز المعتقلين في غوانتانامو باعتبارهم مقاتلين أعداء. دُمجت القضية مع قضية بومدين ضد بوش (2008).
وكانت هذه القضية بمثابة استمرار لقضية مركز الحقوق الدستورية البارزة رسول ضد بوش (2004)، والتي أقرت المحكمة الأمريكية بها بضرورة منح المعتقلين في غوانتانامو فرصة أمام محكمة محايدة للطعن في أسباب احتجازهم. ومنذ ذلك القرار، أقر الكونجرس قانون اللجان العسكرية لعام 2006، الذي منع المعتقلين من تقديم التماسات أمر المثول أمام المحكمة الفيدرالية.
عُرفت القضية باسم المعتقل فوزي العودة، والقضية عبارة عن تجميع لجهد شامل يضم ستة عشر التماسًا للمثول أمام القضاء. ثم دُمجت تحت قضية بومدين ضد بوش، والتي تقاسمت قضايا المثول أمام القضاء. وقد استمعت المحكمة العليا إلى المرافعات الشفوية في 5 ديسمبر 2007، وكانت واحدة من أكثر القضايا المتوقعة أمام المحكمة في دورتها.
وقد صدر القرار، الذي ألغى العمل بنص غير دستوري من قانون اللجان العسكرية لسنة 2006، في 12 يونيو 2008. حكمت المحكمة العليا بأن المعتقلين يستطيعون استئناف أمر المثول أمام القضاء في المحاكم الفيدرالية المدنية.